# Saison 2017-2018 de l'ESTAC Troyes
Maillots
Dernière mise à jour : 19 mai 2018.
Chronologie
Saison précédente Saison suivante
La saison 2017-2018 de l'ESTAC Troyes, club de football français, voit le club évoluer en Ligue 1, la Coupe de France, et la Coupe de la Ligue.
Il s'agit d'un retour en Ligue 1 après une saison 2016-2017 qui a vu le club finir troisième de Ligue 2.
L'entraîneur, Jean-Louis Garcia, entame sa seconde saison à l'ESTAC alors que Daniel Masoni, le président du club, enchaîne sa neuvième saison au club.

## Avant-saison

### Matchs amicaux
Le club dispute 6 matchs amicaux de pré-saison.
Détail des matchs
| 1er match                             | ESTAC Troyes                                              | 5 - 0   | Sélection régionale |                                                      |                                                      |
| Samedi 1er juillet 2017 17:00 (UTC+2) | Ben Saada 45e · Darbion 62e · Tinhan 68e, 71e · Nivet 93e | (1 - 0) |                     | Stade de la Noue-Lutel, Sainte-Savine Vidéo du match | Stade de la Noue-Lutel, Sainte-Savine Vidéo du match |

| 2e match                            | ESTAC Troyes | 0 - 0   | US Orléans |                                              |                                              |
| Samedi 8 juillet 2017 17:30 (UTC+2) |              | (0 - 0) |            | Stade Hector-Rolland, Moulins Vidéo du match | Stade Hector-Rolland, Moulins Vidéo du match |

| 3e match                               | RC Lens            | 1 - 2   | ESTAC Troyes             |                                                     |                                                     |
| Mercredi 12 juillet 2017 18:00 (UTC+2) | Bostock 34e (pen.) | (1 - 1) | 31e Caceres · 77e Tinhan | Complexe sportif du Parc de la Marquette, Itancourt | Complexe sportif du Parc de la Marquette, Itancourt |

| 4e match                             | ESTAC Troyes | 0 - 1   | Sélection UNFP |                                           |                                           |
| Samedi 15 juillet 2017 17:00 (UTC+2) |              | (0 - 0) | 58e Sawadogo   | Stade Bardin-Gousserey, Romilly-sur-Seine | Stade Bardin-Gousserey, Romilly-sur-Seine |

| 5e match                               | AJ Auxerre  | 1 - 2   | ESTAC Troyes                       |                                                        |                                                        |
| Vendredi 21 juillet 2017 20:00 (UTC+2) | Y. Sané 77e | (0 - 1) | 5e Grandsir · 89e (pen.) Ben Saada | Stade de l'Abbé-Deschamps, Auxerre Spectateurs : 2 485 | Stade de l'Abbé-Deschamps, Auxerre Spectateurs : 2 485 |

| 6e match                             | ESTAC Troyes          | 2 - 1   | Amiens SC           |                         |                         |
| Samedi 29 juillet 2017 18:00 (UTC+2) | Darbion 6e · Pelé 44e | (2 - 0) | 67e (pen.) Charrier | Stade de l'Aube, Troyes | Stade de l'Aube, Troyes |

Un match amical se déroule lors de la trêve international de fin août-début septembre.
| Match amical                              | ESTAC Troyes | 0 - 0   | Paris FC |                                                          |                                                          |
| Vendredi 1er septembre 2017 17:00 (UTC+2) |              | (0 - 0) |          | Stade Bardin-Gousserey, Romilly-sur-Seine Vidéo du match | Stade Bardin-Gousserey, Romilly-sur-Seine Vidéo du match |

### Transferts

#### Mercato d'été
mise à jour: 31 août 2017
| Type    | Poste             | Nom                 | Âge | Nat.                       | Transfert      | Durée        | Indemnité | Date            | Provenance/Destination                  |
| ------- | ----------------- | ------------------- | --- | -------------------------- | -------------- | ------------ | --------- | --------------- | --------------------------------------- |
| Arrivée | Milieu de terrain | Rémi Walter         | 24  | Drapeau de la France       |                | 6 mois       | pret      | Mercato d'hiver | OGC Nice (Ligue 1)                      |
| Arrivée | Gardien de but    | Franck Grandel      | 39  | Drapeau de la France       | Retour de prêt |              |           | Mercato d'été   | US Boulogne (National)                  |
| Arrivée | Défenseur         | Mathieu Deplagne    | 25  | Drapeau de la France       | Transfert      | 3 ans (2020) |           | Mercato d'été   | Montpellier HSC (Ligue 1)               |
| Arrivée | Défenseur         | Oswaldo Vizcarrondo | 33  | Drapeau du Venezuela       | Transfert      | 2 ans (2019) |           | Mercato d'été   | FC Nantes (Ligue 1)                     |
| Arrivée | Milieu de terrain | Bryan Pelé          | 25  | Drapeau de la France       | Transfert      | 2 ans (2019) |           | Mercato d'été   | Stade brestois 29 (Ligue 2)             |
| Arrivée | Défenseur         | Gabriel             | 19  | Drapeau du Brésil          | Prêt           | 1 an (2018)  |           | Mercato d'été   | LOSC Lille (Ligue 1)                    |
| Arrivée | Milieu de terrain | François Bellugou   | 30  | Drapeau de la France       | Transfert      | 2 ans (2019) |           | Mercato d'été   | FC Lorient (Ligue 2)                    |
| Arrivée | Milieu de terrain | Saîf-Eddine Khaoui  | 22  | Drapeau de la Tunisie      | Prêt           | 1 an (2018)  |           | Mercato d'été   | FC Lorient (Ligue 2)                    |
| Arrivée | Attaquant         | Suk Hyun-jun        | 26  | Drapeau de la Corée du Sud | Prêt           | 1 an (2018)  |           | Mercato d'été   | FC Porto (Liga NOS)                     |
| Départ  | Défenseur         | Mahamadou N'Diaye   | 26  | Drapeau du Mali            | Fin de contrat |              |           | Mercato d'été   | Destination inconnue                    |
| Départ  | Défenseur         | Rincon              | 30  | Drapeau du Brésil          | Fin de contrat |              |           | Mercato d'été   | Stade lavallois (Ligue 2)               |
| Départ  | Attaquant         | Henri Bienvenu      | 28  | Drapeau du Cameroun        | Fin de contrat |              |           | Mercato d'été   | Destination inconnue                    |
| Départ  | Gardien de but    | Franck Grandel      | 39  | Drapeau de la France       | Fin de contrat |              |           | Mercato d'été   | US Boulogne (entr. gardiens) (National) |
| Départ  | Défenseur         | Johan Martial       | 26  | Drapeau de la France       | Transfert      |              |           | Mercato d'été   | Hapoël Petah-Tikva (Ligat HaAl)         |
| Départ  | Milieu de terrain | Thiago Xavier       | 33  | Drapeau du Brésil          | Transfert      |              |           | Mercato d'été   | Valenciennes FC (Ligue 2)               |
| Départ  | Attaquant         | Mour Paye           | 23  | Drapeau de la France       | Transfert      |              |           | Mercato d'été   | US Créteil-Lusitanos (National 1)       |
| Départ  | Attaquant         | Jan Kaye            | 21  | Drapeau de la France       | Prêt           |              |           | Mercato d'été   | ASF Andrézieux-Bouthéon (National 2)    |
| Départ  | Milieu de terrain | Randi Goteni        | 21  | Drapeau de la France       | Prêt           |              |           | Mercato d'été   | AS Béziers (National 1)                 |
| Type    | Poste             | Nom                 | Âge | Nat.                       | Transfert      | Durée        | Indemnité | Date            | Provenance/Destination                  |

Âge = âge au moment du transfert; Nat. = nationalité; Date = date ou période du transfert ( = mercato d'été;  = mercato d'hiver)
ArrivéeDépart

## Compétitions

### Ligue 1

#### Classement
| Rang | Équipe                    | Pts | J  | G  | N  | P  | Bp  | Bc | Diff | Qualification ou relégation                                             |
| ---- | ------------------------- | --- | -- | -- | -- | -- | --- | -- | ---- | ----------------------------------------------------------------------- |
| 1    | Paris Saint-Germain S L C | 93  | 38 | 29 | 6  | 3  | 108 | 29 | +79  | Qualification pour la phase de groupes de la Ligue des champions        |
| 2    | AS Monaco T               | 80  | 38 | 24 | 8  | 6  | 85  | 45 | +40  | Qualification pour la phase de groupes de la Ligue des champions        |
| 3    | Olympique lyonnais        | 78  | 38 | 23 | 9  | 6  | 87  | 43 | +44  | Qualification pour la phase de groupes de la Ligue des champions        |
| 4    | Olympique de Marseille    | 77  | 38 | 22 | 11 | 5  | 80  | 47 | +33  | Qualification pour la phase de groupes de la Ligue Europa               |
| 5    | Stade rennais FC          | 58  | 38 | 16 | 10 | 12 | 50  | 44 | +6   | Qualification pour la phase de groupes de la Ligue Europa               |
| 6    | Girondins de Bordeaux     | 55  | 38 | 16 | 7  | 15 | 53  | 48 | +5   | Qualification pour le deuxième tour de qualification de la Ligue Europa |
| 7    | AS Saint-Étienne          | 55  | 38 | 15 | 10 | 13 | 47  | 50 | −3   |                                                                         |
| 8    | OGC Nice                  | 54  | 38 | 15 | 9  | 14 | 53  | 52 | +1   |                                                                         |
| 9    | FC Nantes                 | 52  | 38 | 14 | 10 | 14 | 36  | 41 | −5   |                                                                         |
| 10   | Montpellier Hérault SC    | 51  | 38 | 11 | 18 | 9  | 36  | 33 | +3   |                                                                         |
| 11   | Dijon FCO                 | 48  | 38 | 13 | 9  | 16 | 55  | 73 | −18  |                                                                         |
| 12   | EA Guingamp               | 47  | 38 | 12 | 11 | 15 | 48  | 59 | −11  |                                                                         |
| 13   | Amiens SC P               | 45  | 38 | 12 | 9  | 17 | 37  | 42 | −5   |                                                                         |
| 14   | Angers SCO                | 41  | 38 | 9  | 14 | 15 | 42  | 52 | −10  |                                                                         |
| 15   | RC Strasbourg Alsace P    | 38  | 38 | 9  | 11 | 18 | 44  | 67 | −23  |                                                                         |
| 16   | SM Caen                   | 38  | 38 | 10 | 8  | 20 | 27  | 52 | −25  |                                                                         |
| 17   | LOSC Lille                | 38  | 38 | 10 | 8  | 20 | 41  | 67 | −26  |                                                                         |
| 18   | Toulouse FC               | 37  | 38 | 9  | 10 | 19 | 38  | 54 | −16  | Participation au barrage de relégation                                  |
| 19   | ES Troyes AC P            | 33  | 38 | 9  | 6  | 23 | 32  | 59 | −27  | Relégation en Ligue 2                                                   |
| 20   | FC Metz                   | 26  | 38 | 6  | 8  | 24 | 34  | 76 | −42  | Relégation en Ligue 2                                                   |

#### Meilleurs buteurs
Ce tableau regroupe l'ensemble des buteurs de l'ESTAC Troyes en Ligue 1.
Mis à jour le 19 mai 2018 après la 38e journée.
| Pl. | Buteur             | But inscrit |
| --- | ------------------ | ----------- |
| 1   | Adama Niane        | 8           |
| 2   | Suk Hyun-jun       | 6           |
| 3   | Saîf-Eddine Khaoui | 5           |
| 4   | Stéphane Darbion   | 3           |
| -   | Samuel Grandsir    | 3           |
| 5   | Benjamin Nivet     | 2           |
| -   | Bryan Pelé         | 2           |

#### Meilleurs passeurs
Ce tableau regroupe l'ensemble des passeurs décisifs de l'ESTAC Troyes en Ligue 1.
Mis à jour le 19 mai 2018 après la 38e journée.
| Pl. | Passeur          | Passe décisive |
| --- | ---------------- | -------------- |
| 1   | Samuel Grandsir  | 4              |
| 2   | Charles Traoré   | 3              |
| 3   | Stéphane Darbion | 2              |
| -   | Mathieu Deplagne | 2              |
| -   | Adama Niane      | 2              |
| -   | Benjamin Nivet   | 2              |
| -   | Bryan Pelé       | 2              |

### Coupe de France
L'ESTAC Troyes entre en lice lors du week-end du 6 et 7 janvier 2018 pour le compte des 32e de finale.
| 32e de finale                | FC Still 1930 | 0 - 1   | ESTAC Troyes |                                                                       |                                                                       |
| 7 janvier 2018 17:30 (UTC+1) |               | (0 - 0) | 80e Nivet    | Molsheim, Parc des Sports Spectateurs : 2 300 Arbitrage : Johan Hamel | Molsheim, Parc des Sports Spectateurs : 2 300 Arbitrage : Johan Hamel |

| 16e de finale                 | ESTAC Troyes | 1 - 1 4 tab à 3 | AS Saint-Étienne |                                                   |                                                   |
| 24 janvier 2018 18:30 (UTC+1) | Nivet 24e    | (1 - 0)         | 48e Maïga        | Troyes, Stade de l'Aube Arbitrage : Mikaël Lesage | Troyes, Stade de l'Aube Arbitrage : Mikaël Lesage |

| 8e de finale                 | RC Lens   | 1 - 0   | ESTAC Troyes |                                                                          |                                                                          |
| 7 février 2018 18:30 (UTC+1) | Lopez 70e | (0 - 0) |              | Lens, Stade Bollaert-Delelis Spectateurs : 10 255 Arbitrage : Karim Abed | Lens, Stade Bollaert-Delelis Spectateurs : 10 255 Arbitrage : Karim Abed |

### Coupe de la Ligue
L'ESTAC Troyes entre en lice le 25 ou 26 octobre 2017 pour le compte des 16e de finale.
| 16e de finale                          | ESTAC Troyes | 1 - 2   | Amiens SC               | | |
| Mercredi 25 octobre 2017 21:05 (UTC+2) | 49e Bellugou | (0 - 1) | Konaté 40e · Ielsch 80e | Stade de l'Aube, Troyes Spectateurs : 4 693 Diffuseur : France 3 Champagne-Ardenne, France 3 Picardie, France 3 Nord-Pas-de-Calais et Foot+ Arbitrage : Olivier Thual | Stade de l'Aube, Troyes Spectateurs : 4 693 Diffuseur : France 3 Champagne-Ardenne, France 3 Picardie, France 3 Nord-Pas-de-Calais et Foot+ Arbitrage : Olivier Thual |
| Mercredi 25 octobre 2017 21:05 (UTC+2) | Rapport      |         |                         | Stade de l'Aube, Troyes Spectateurs : 4 693 Diffuseur : France 3 Champagne-Ardenne, France 3 Picardie, France 3 Nord-Pas-de-Calais et Foot+ Arbitrage : Olivier Thual | Stade de l'Aube, Troyes Spectateurs : 4 693 Diffuseur : France 3 Champagne-Ardenne, France 3 Picardie, France 3 Nord-Pas-de-Calais et Foot+ Arbitrage : Olivier Thual |

#### Site officiel de l'ESTAC Troyes
1. 1 2  « Mathieu Deplagne première recrue troyenne », site de l'ESTAC Troyes, 21 juin 2017. Consulté le 24 juin 2017.
2. 1 2  « Le défenseur vénézuélien Oswaldo Vizcarrondo rejoint l'ESTAC », site de l'ESTAC Troyes, 23 juin 2017. Consulté le 24 juin 2017.
3. 1 2  « Le milieu offensif Bryan Pelé s'engage avec l'ESTAC », site de l'ESTAC Troyes, 24 juin 2017. Consulté le 24 juin 2017.
4. 1 2  « Le jeune défenseur axial brésilien Gabriel prêté par Lille », site de l'ESTAC Troyes, 28 juin 2017. Consulté le 28 juin 2017.
5. 1 2  « Nouvelle recrue pour l’Estac : le milieu défensif François Bellugou », site de l'ESTAC Troyes, 4 juillet 2017. Consulté le 4 juillet 2017.
6. 1 2  « Le Marseillais Saîf-Eddine Khaoui prêté à l’Estac », site de l'ESTAC Troyes, 26 juillet 2017. Consulté le 28 juillet 2017.
7. 1 2  « Le sud-coréen Hyun-Jun Suk arrive en prêt du FC Porto », site de l'ESTAC Troyes, 30 août 2017. Consulté le 31 août 2017.
8. ↑  « Johan Martial s'en va », site de l'ESTAC Troyes, 20 juin 2017. Consulté le 24 juin 2017.
9. ↑  « Thiago quitte l'ESTAC : "Tout le monde a compté dans ma vie ici" », site de l'ESTAC Troyes, 7 juillet 2017. Consulté le 9 juillet 2017.
10. ↑  « Jan Kaye prêté à Andrézieux" », site de l'ESTAC Troyes, 29 août 2017. Consulté le 31 août 2017.
11. ↑  « Mour Paye rejoint l'USCL" », site de l'ESTAC Troyes, 1er août 2017. Consulté le 2 août 2017.
12. ↑  « Randi Goteni prêté à l'AS Béziers (N)" », site de l'ESTAC Troyes, 30 août 2017. Consulté le 31 août 2017.
13. ↑  « Saison 2017-2018 - Effectif », sur estac.fr (consulté le 6 mars 2015)

#### Autres
1. 1 2 3  « JN’Diaye, Rincon, Bienvenu et l’Estac : c’est fini », site de L'Est-Éclair, 31 mai 2017. Consulté le 24 juin 2017.
2. ↑  Seule la nationalité sportive est indiquée. Un joueur peut avoir plusieurs nationalités mais n'a le droit de jouer que pour une seule sélection nationale.
3. ↑  Seule la sélection la plus importante est indiquée.